# South Zanesville
South Zanesville – wieś w Stanach Zjednoczonych, w stanie Ohio, w hrabstwie Muskingum.